# Däggdjur
Däggdjur (Mammalia) är en klass inom ryggradsdjuren. Däggdjur har endoterm termoreglering, ger sina ungar di och alla utom kloakdjuren föder levande ungar (till skillnad från att lägga ägg). För närvarande är omkring 5 400 arter kända, vilka fördelas på cirka 1 200 släkten, 153 familjer och 29 ordningar. De flesta däggdjuren lever på land men flera arter förekommer i vattnet eller i luften. Med undantag av djuphavet och centrala Antarktis förekommer de över hela jorden. Däggdjurens kroppslängd varierar mellan omkring 30 millimeter (för trynfladdermus och flimmernäbbmus) och lite över 30 meter (blåval). Deras levnadssätt är inte enhetligt och varierar starkt. Vissa däggdjursgrupper uppvisar ett komplext socialt beteende.

## Etymologi
Det är ordet dägga – ett äldre svenskt ord för att ge di (kausativform av dia) – som givit upphov till djurklassens svenska trivialnamn. Det vetenskapliga namnet Mammalia kommer från latinets mamma som betyder "bröst".

## Kännetecken
Nu levande däggdjur kännetecknas av förekomsten av mjölkkörtlar, hårsäckar, svettkörtlar, att käken består av ett överkäksben och underkäksben, och att de tre tidigare benen i käkleden blivit hörselben i mellanörat. Hur förhistoriska däggdjur skall definieras råder det oenighet om, Carl von Linnés ursprungliga definition av däggdjur som djur med mjölkkörtlar är problematisk eftersom mjölkkörtlar bevaras dåligt i fossil. Det är troligt att mjölkkörtlarna utvecklades i tidiga amnioter för 310 miljoner år sedan för att producera en vätska som höll äggen fuktiga och senare när äggskalen blivit tjockare utvecklades till att producera mjölk som ungarna kunde dia. De tidiga amnioter som direkt utvecklade tjockare äggskal utvecklade aldrig mjölkkörtlar och blev kräldjur inklusive fåglar.
Paleontologen Timothy Rowe definierade 1988 däggdjur som alla avkomlingar till den gemensamma stamfadern till nu levande däggdjur
. Denna stamfader levde under Jura,  vilket utesluter fossil från Trias som traditionellt räknas som däggdjur baserat på käkens uppbyggnad. Att dessa djur hade en enkel käkled gjorde att de kunde tugga födan istället för att svälja hela bitar (vilket kräldjur fortfarande gör) och på så sätt smälta födan snabbare. De överblivna benen i käkleden blev hörselben, vilket gör att moderna däggdjur har lättare att höra högfrekventa ljud än kräldjur som har ett enda hörselben.

### Mjölkkörtlar
Mjölkkörtlarna producerar mjölk som ges till dess ungar vilka diar sin mor, från bröst eller spenar. Hos kloakdjur och hos några pungdjur suger ungen mjölken från den rudimentära pungen eller från håren vid mjölkkörtlarna. Hur valar, som lever hela sina liv i vatten, ger di är inte klarlagt, men mjölkkörtlarna sitter innanför hudveck.
Mjölkkörtlar finns hos såväl honor som hanar, dock rudimentärt hos de senare. De sitter någonstans längs mjölklinjerna, som på människor går från armhålorna ner mot ljumskarna.

### Päls
Pälsen som består av hår tillhör det mest distinkta kännetecknet för däggdjur. Även om vissa däggdjur, till exempel valar saknar hår, så har de utvecklats ur hårbärande förfäder och de har åtminstone som embryon hår på kroppen. De flesta däggdjur bär hår hela livet. Hår består huvudsakligen av proteinet keratin. De yttre håren kallas täckhår eller stickelhår och de täcker underullen som finns närmast huden. Djurens päls har olika funktioner:
- Pälsen skyddar djuret mot kyla (vinterpäls) och ibland även mot värme och solstrålning. Denna isolering är en viktig förutsättning för homeostas, det vill säga en jämn kroppstemperatur.[11]
- Pälsens utformning och färg fungerar både hos bytes- och rovdjur som kamouflage. Vissa däggdjur, till exempel skogshare och fjällräv, ändrar därför pälsens färg under årets lopp.[12] En iögonenfallande pälsteckning kan även utgöra en varning för konkurrenter, till exempel hos skunkar. Markanta mönster i pälsen kan visa vem som är artfrände och vem inte.[2]
- Pälsen kan även tydliggöra skillnaden mellan olika kön, som med lejonets man.
- Hår används ibland för kommunikationen. Exempelvis kan vissa däggdjur, som varg och grävling resa ragg när de blir rädda eller aggressiva vilket gör att de ser större ut.
- Hår är kopplat till det somatosensoriska sinnet, och vissa hår, exempelvis morrhår, är extra känsliga och fungerar som känselorgan.[13]
- Hos en rad däggdjur, till exempel igelkottar, jordpiggsvin och myrpiggsvin, har en del hår ombildats till taggar, som fungerar som ytterligare skydd mot fiender.[14]

### Tänder

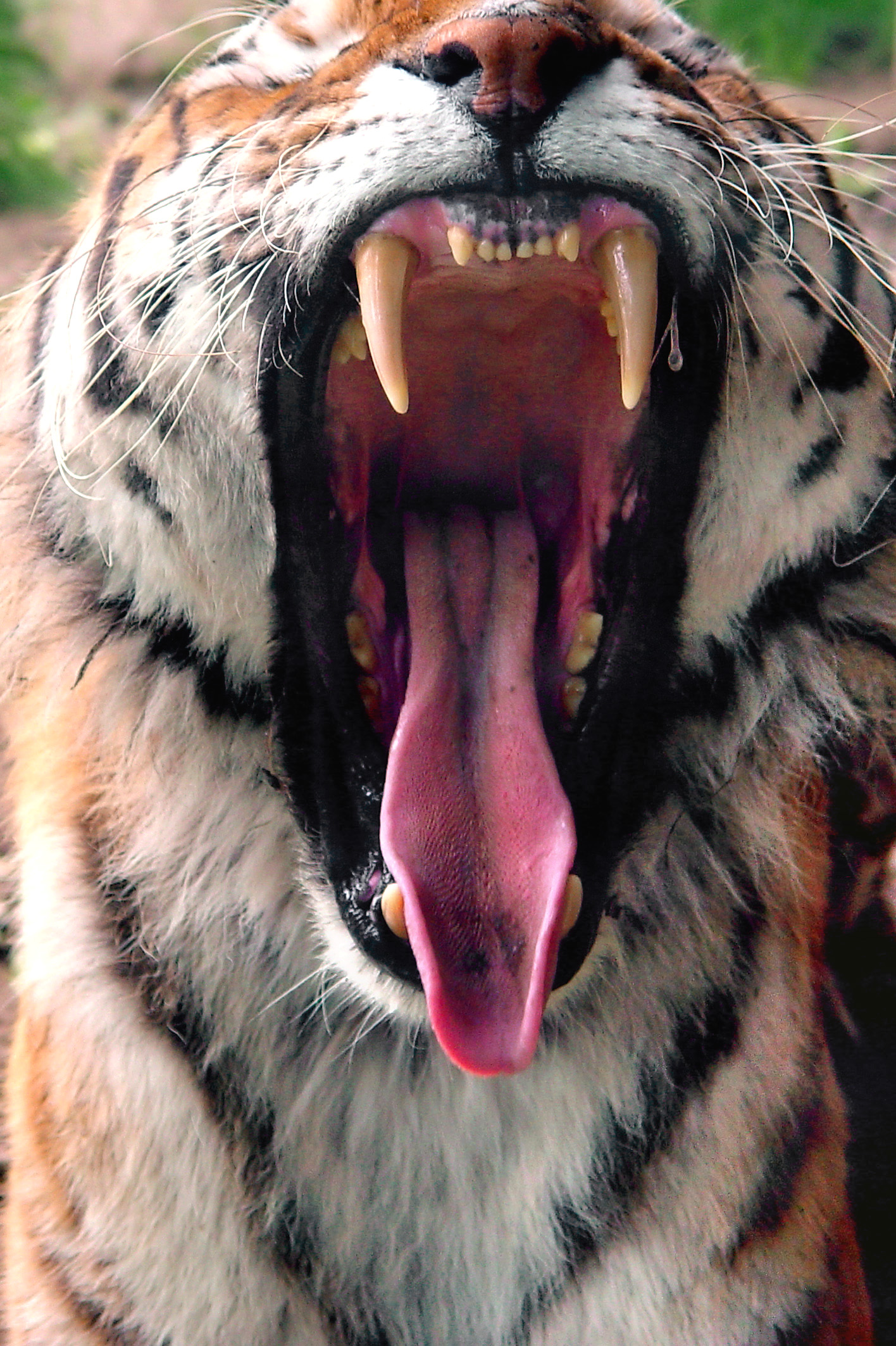
En tiger visar sina tänder

Däggdjurens tänder är vanligtvis heterodonta, det vill säga olikformiga. Däggdjuren har fyra olika typer av tänder: framtänder (incisivi), hörntänder (canini) och två sorters kindtänder (premolarer och molarer). Sammansättningen av alla de olika typerna beskrivs med hjälp av en tandformel. Denna typ av tanduppsättningar skiljer däggdjuren bland annat från reptiler, som har likformiga (homodonta) tänder. De flesta däggdjur har först mjölktänder, vilka senare ersätts av de permanenta tänderna. Vissa molarer som mänskliga visdomständer  föregås dock inte av mjölktänder och förekommer därför bara hos vuxna individer.
En del däggdjur har tänder som växer under hela livet. Tänderna slits kontinuerligt ned. Exempel är gnagarnas framtänder och stödtänder hos elefanter, valrossar, narvalar och andra däggdjur.
Vuxna kloakdjur (Prototheria) saknar tänder. Bara hos ungar finns kort före födelsen en sorts äggtand, som hjälper djuret att öppna äggets skal.

### Hörselben

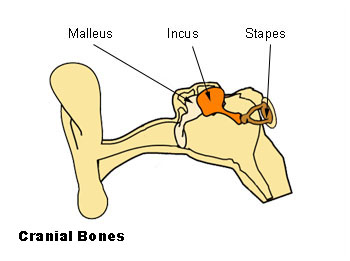
Hörselbenen i mellanörat. Malleus = hammaren, Incus = städet, Stapes = stigbygeln

Alla däggdjur har tre hörselben i mellanörat (hammaren, städet och stigbygeln) och en underkäke bestående av ett ben på varje sida.  De kräldjur som däggdjuren utvecklades från hade bara ett hörselben (motsvarande stigbygeln), och deras motsvarigheter till hammaren och städet var istället en del av käkleden.

### Andra kännetecken
Däggdjurens hjärna styr systemen för reglering av kroppsvärme och blodcirkulation. De har hjärta med två kammare och två förmak. Som tidigare beskrevs har honor av däggdjur mjölkkörtlar som producerar mjölk för att ge di till sina ungar. Som enda djurgrupp har däggdjuren ett mellangärde - en muskel som skiljer organen i bröstet från organen i buken. De röda blodkropparna saknar hos däggdjuren cellkärna och organeller. 
Det största däggdjuret, blåvalen, kan bli ca 30 meter långt och väga ca 150 ton och är det största kända djuret. Till de minsta däggdjuren räknas idag trynfladdermus (Craseonycteris thonglongyai) och flimmernäbbmus (Suncus etruscus) med en genomsnittlig vikt av bara två gram och en längd av omkring tre centimeter. Trots denna variation är de flesta däggdjur av råttstorlek.
Nästan alla däggdjur har sju halskotor, undantag är sirendjur och tvåtåiga sengångare som ofta har sex halskotor och tretåiga sengångare som har nio halskotor. Hos de flesta däggdjur utgår extremiteternas övre delar lodrätt från ryggraden medan de hos kräldjuren ligger horisontala.

## Utbredning

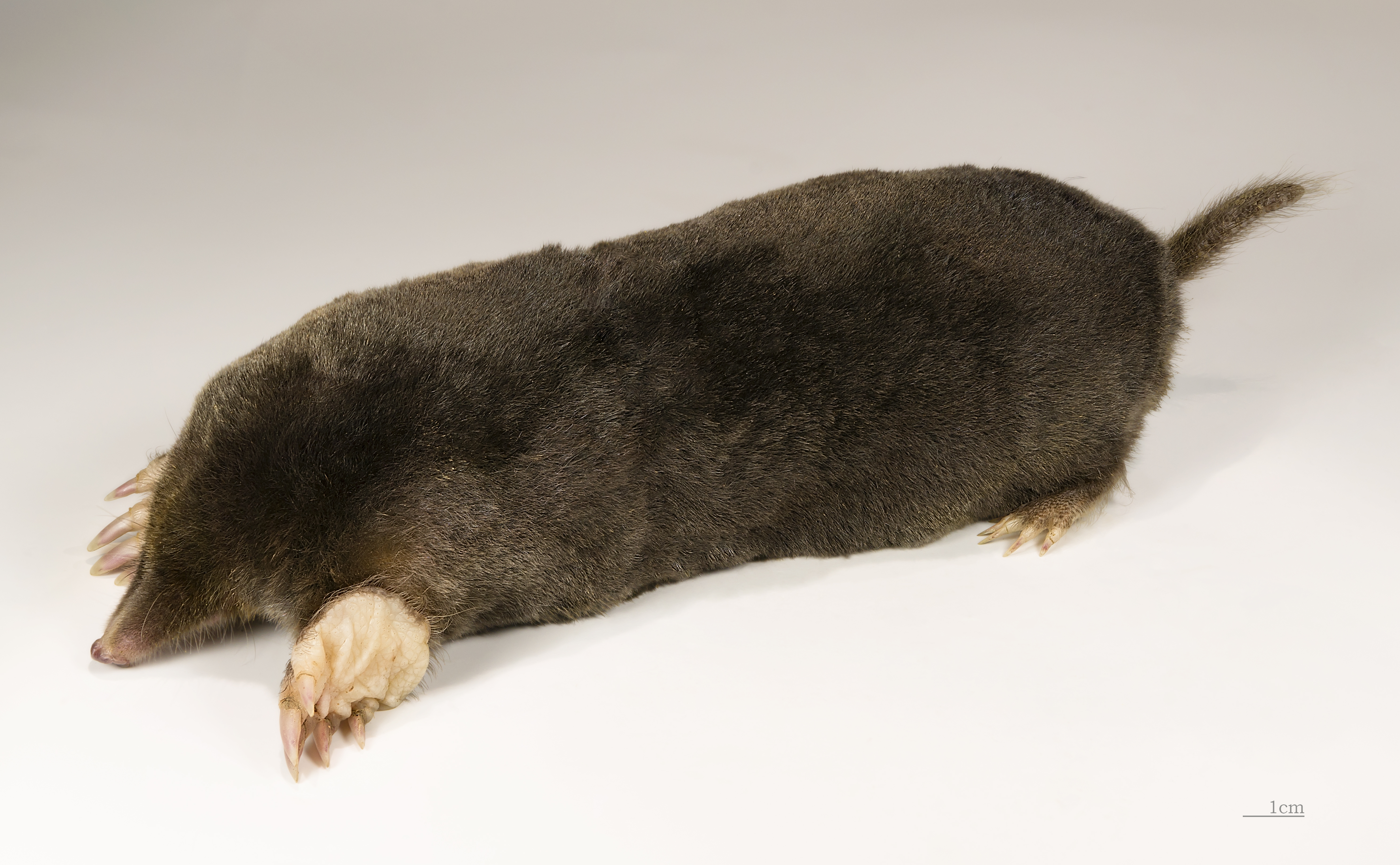
Mullvaden är anpassad för ett underjordiskt liv

Däggdjur finns över hela jorden: de förekommer på alla kontinenter, i alla oceaner och på de flesta öar. Kloakdjur finns bara i Australien och Nya Guinea. Pungdjur förekommer i Australiska, Oceaniska, Neotropiska och Nearktiska djurgeografiska regionerna. Moderkaksdjur (Eutheria) finns på alla kontinenter, men före människans ankomst var de i Australien bara representerade av några få arter, framför allt fladdermöss och flyghundar samt några råttdjur. Även på avlägsna öar fanns före människans ankomst en artfattig däggdjursfauna. Till exempel fanns tidigare på Nya Zeeland bara fladdermöss.
Däggdjuren har anpassat sig till de flesta miljöer på jorden. De finns i tempererade regioner, öknar, regnskog, alpina bergsregioner, i luften till några hundra meters höjd och i polartrakter. Till de få regioner där det saknas däggdjur räknas djuphavet och centrala Antarktis, med undantag av de få besök som människan gjort.
Uppbyggnaden av däggdjurens kropp har hos flera arter genomgått drastiska förändringar för att anpassa sig till dessa vitt skilda levnadsmiljöer. Till exempel fick valar ett fiskliknande utseende när de gick över till ett liv i havet. Även sälar och sirendjur genomgick liknande, om än inte lika långtgående, förändringar. Fladdermöss och flyghundar är, vid sidan av fåglarna och de utdöda flygödlorna, de enda ryggradsdjur som kan flyga aktivt. Dessa arter har kraftigt förlängda fingrar med utspänd hud emellan. Det finns även flera däggdjur som oberoende av varandra har utvecklat ett glidmembran som möjliggör passiv flygning över upp till hundra meter. Några exempel är pälsfladdrare, några gnagare från släktgruppen flygekorrar och olika pungdjur, som arterna inom familjerna flygpungekorrar och ringsvanspungråttor. En rad däggdjur är anpassade till ett liv under jord. Dessa har en cylindrisk kropp och korta extremiteter som används som grävverktyg. Flera arter lever i träd och några av dessa har motsatta tummar och ofta gripsvans. Däggdjur som lever på stäpp eller i liknande habitat har ofta färre tår. Evolutionärt har tårna vuxit samman och har ofta ett hornskikt, eller har helt ombildats till klövar. Andra arter har mycket förstorade bakben som gör att de kan hoppa.

## Ekologi

### Allmänt
Däggdjurens ekologi är lika varierande som deras utbredning och kroppsbyggnad. Det finns arter som är aktiva på dagen, vid gryningen, under natten och arter som inte är specialiserade för någon särskild tid av dygnet. Även vad gäller djurens sociala beteende finns stora skillnader mellan olika arter. Det finns arter som nästan hela livet lever ensamma och andra som lever i stora flockar med tusen eller fler individer. Hos flera däggdjur finns en tydlig hierarki inom gruppen och olika sätt att kommunicera som läten, grimaser och kroppsställningar. Några få däggdjur använder även gift när de jagar eller försvarar sig mot fiender.

### Sinnen
Luktsinnet spelar en betydande roll för däggdjurens levnadssätt, bland annat för att söka föda och under parningsperioden. Med feromoner visas att en individ är redo att para sig. Flera arter avgränsar sina territorier med urin, avföring eller särskilda körtelsekret. Beroende på art förekommer doftkörtlarna på olika kroppsställen och flera arter har flera doftkörtlar med olika funktioner.

Ekolokalisering hos delfiner

I de flesta fall är däggdjurens hörsel väl utvecklad. En särskild form är ekolokalisering som utnyttjar att ljudvågor studsar mot föremål och utifrån denna information bestämmer djuret sin position i omgivningen eller sin relation till bytesdjur. Hos två däggdjursgrupper, tandvalar och fladdermöss, är ekolokalisering särskilt väl utvecklad, men den finns även hos andra grupper, till exempel hos några näbbmöss och kanske hos pälsfladdrare. Yttre öron kan vara påfallande stora, som hos fladdermöss, av måttlig storlek eller de saknas helt, som hos flera vattenlevande eller underjordisk levande däggdjur.
Däggdjuren utforskar även omvärlden med hjälp av känsel. Flera arter har därför särskilda morrhår, som styrs av muskelrörelser. Huden har hos flera arter särskilda känselceller som finns i större omfång i primaternas fingrar och i näsan respektive snabeln hos flera arter. Flera biologer antar att stjärnmullvaden (Condylura cristata) har det bäst utvecklade känselsinnet.
I kloakdjurens näbb finns fina el-receptorer som kan spåra bytesdjurens muskelrörelser.
Pipistrellus subflavus och kanske några andra fladdermöss kan känna igen lufttrycket.
Beträffande synen finns stora skillnader. Ibland spelar synen bara en underordnad roll, till exempel hos arter som lever under jord och har tillbakabildade ögon som ibland är täckta av hud. Däremot har primater och kattdjur stora ögon och bra syn. Färgseende är väl utvecklad hos hominider, hos flyghundar och hos några andra däggdjur. Ögonens placering i skallen beror ofta på djurets levnadssätt. Rovdjur har oftast framåtriktade ögon för bra djupseende. Bytesdjurens ögon ligger oftast på huvudets sidor så att de kan täcka in så stort område som möjligt.

### Föda

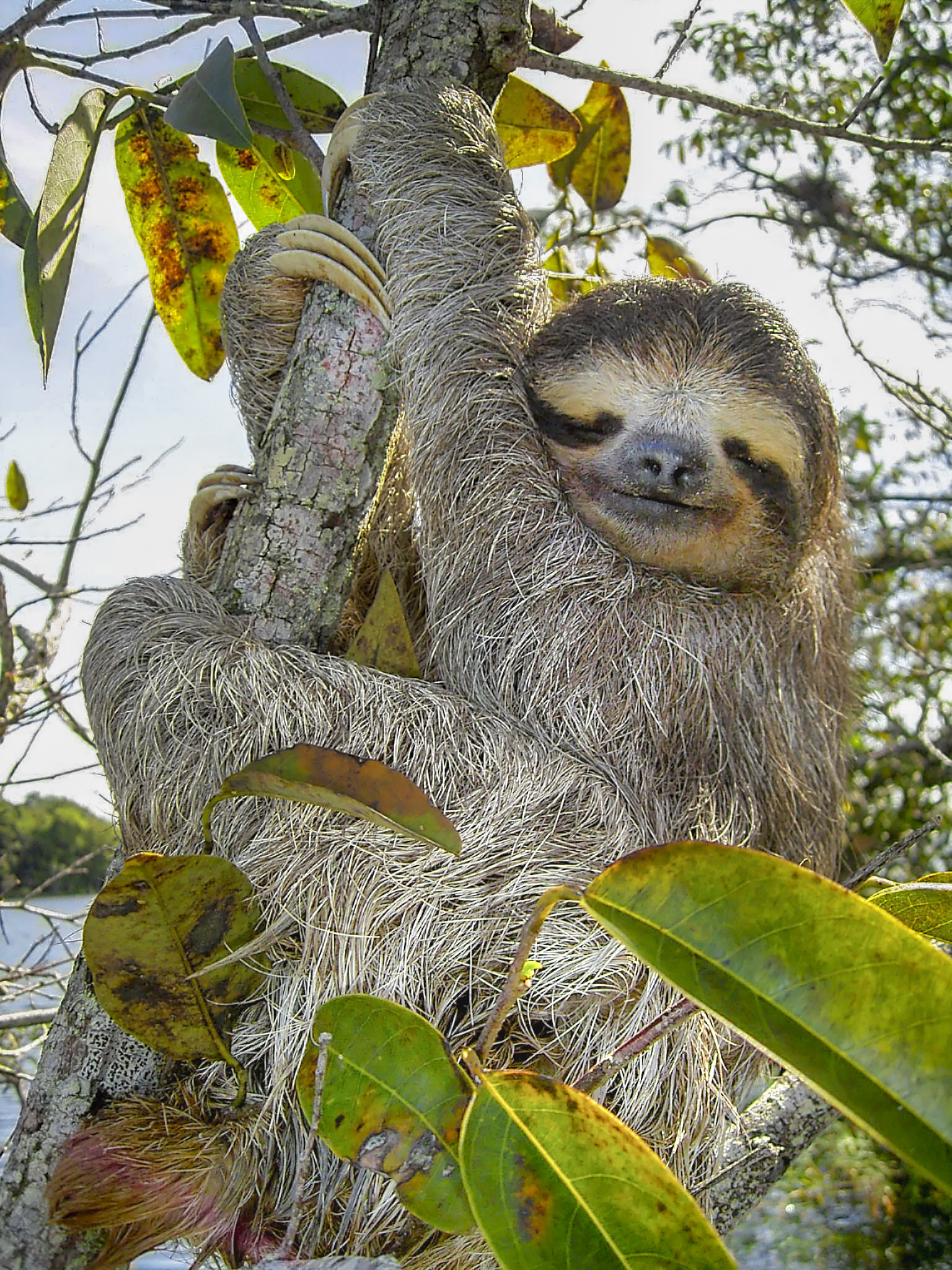
Sengångare äter bara blad

Som en följd av den jämna kroppstemperaturen behöver de flesta däggdjur stora mängder föda. Några arter äter varje dag föda som motsvarar deras egen kroppsvikt. Födans sammansättning är beroende på art: det finns växtätare (herbivorer), köttätare (karnivorer) och allätare (omnivorer). Tändernas antal och uppbyggnad samt formen av de olika matsmältningsorganen återspeglar sammansättningen av djurens föda. Köttätare har en kort tarm för att undvika de gifter som snabbt uppstår under födans förruttnelse. Växtätare har utvecklat olika strategier för att utnyttja födan så bra som möjligt. Till dessa hör en förlängd tarm, en mage med flera kamrar (till exempel hos idisslare, känguruer och primater av släktet Colobus) eller att de äter avföringen en gång till, som hos gnagare och hardjur. Arter som bara lever av blad, till exempel koala och sengångare, utnyttjar sin näringsfattiga föda på bästa möjliga sätt genom att hålla sig stilla under långa viloperioder.

## Fortplantning

### Parningsbeteende

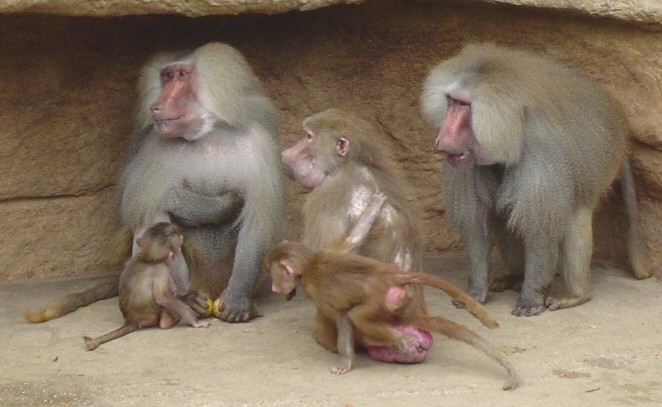
Mantelbabianer är typiska exempel på en art som har ett komplext parningsbeteende.

De flesta däggdjur är antingen polygyna, det vill säga att en hane parar sig med flera honor, eller också är de promiskuösa, vilket betyder att hanar och honor parar sig med flera partner. På grund av att honan behöver mycket energi under dräktigheten och när hon ger di åt ungarna, har hanen möjligheten att para sig med flera honor. Hos flera arter är det jämförelsevis några få hanar som sprider sina gener, genom att para sig med många honor, medan många hanar inte alls får möjlighet till parning. Därför uppstår ofta strider bland hanarna om möjligheten att para sig. Detta resulterar i att många däggdjur har komplexa sociala beteendemönster och specifika anatomiska kännetecken. Flera arter uppvisar en utpräglad könsdimorfism (hanar är ofta tydligt större och tyngre än honor).
Uppskattningsvis har bara tre procent av däggdjurens arter monogama relationer, där en hane parar sig med en enda hona. I dessa fall hjälper hanen ofta till vid ungarnas uppfostran. Ibland är djurens parningsbeteende beroende på tillgången på föda: när det finns litet föda parar sig hanen med en hona och hjälper till med ungarnas uppfostran, vid större tillgång till föda är honan ensam ansvarig för ungarna och hanen parar sig med flera honor.
Polyandri (en hona parar sig med flera hanar) förekommer bara sällan hos däggdjuren, till exempel hos olika kloapor. Hos dessa djur är hanen huvudansvarig för ungarnas uppfostran.
Ett annat parningsbeteende har några arter av afrikanska mullvadsråttor. De lever i likhet med olika insekter i kolonier där bara en enda hona, ”drottningen”, har parningsförmåga. Drottningen parar sig med flera hanar och de andra individerna i gruppen är ofruktbara arbetare som har uppgiften att försörja hela gruppen.

### Födelsen
Vad gäller sättet att föda sina ungar finns stora skillnader mellan de tre underklasserna av däggdjur.

#### Kloakdjur
Kännetecknade för kloakdjur är att de har en gemensam kroppsöppning för tarmen och fortplantningsorganen - den så kallade kloaken. Hanarnas penis överför bara sädesvätska och är vid spetsen tvådelad. Kloakdjur skiljer sig från andra däggdjur genom att de lägger ägg. Dessa är små (ungefär 10 till 15 mm i diameter) och liknar med sitt läderaktiga skal mera kräldjurens än fåglarnas ägg. Honan ”ruvar” ungefär tio dagar. Nykläckta kloakdjur är nakna och små och liknar kort efter födelsen pungdjursungar.

#### Pungdjur

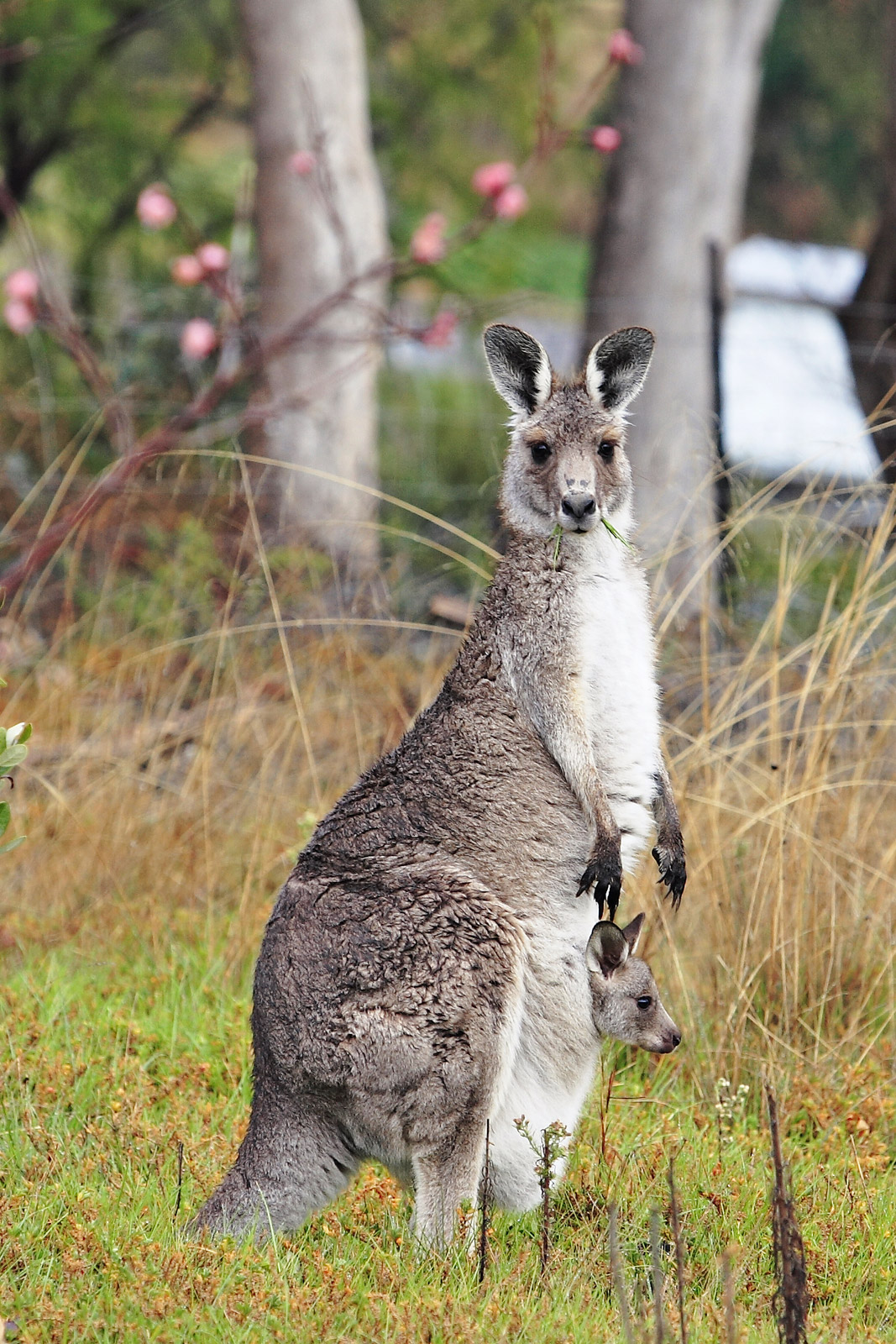
Känguruhona med unge i pungen

Pungdjur skiljer sig tydligt från högre däggdjur vad gäller fortplantningsorganens uppbyggnad. Deras organ finns i dubbel uppsättning – honor har två livmödrar och två slidor och även hanar har en kluven penis eller två penisar. Dräktigheten är kort, endast 12 till 43 dagar. Den kortaste dräktigheten hos pungdjuren har arten Sminthopsis macroura med tio till tolv dagar. De flesta arter utvecklar ingen placenta, men några pungdjur (till exempel koalor och punggrävlingar) har en primitiv moderkaka. Födseln sker via en kanal som ligger mellan de två slidorna. Nyfödda ungar är små och i jämförelse med nyfödda moderkaksdjur tydligt underutvecklade. Ungar av snabelpungdjur (Tarsipes rostratus) väger bara fem milligram, vilket är den minsta kända vikt hos nyfödda djur av alla däggdjur. De flesta organen finns bara rudimentärt hos nyfödda pungdjur. Enda undantaget är de främre extremiteterna, eftersom ungarna måste klättra upp själva till moderns mjölkkörtlar utan hjälp från modern.
Många, men inte alla, pungdjur har en pung (marsupium) med mjölkkörtlar inuti. Några honor har pungen hela livet, hos andra finns pungen bara under dräktigheten och i vissa fall hänger ungarna fritt på mjölkkörtlarna, bara skyddade genom pälsen och rynkor i huden. Ungarna hänger fast med munnen på mjölkkörtlarna och släpper inte denna förbindelse under de första veckorna. Ungar av pungdjur får jämförelsevis längre di än ungar av högre däggdjur.
Tidigare forskare ansåg pungdjurens metod att föda ungar som primitiv, men idag är det klart att detta sätt även har fördelar: den energikrävande dräktigheten för honan är kortare och på så sätt har honan tidigare möjlighet att föda en ny unge om den första skulle dö. Under historisk tid har olika pungdjur till och med ökat omfånget av sitt levnadsområde.

#### Högre däggdjur

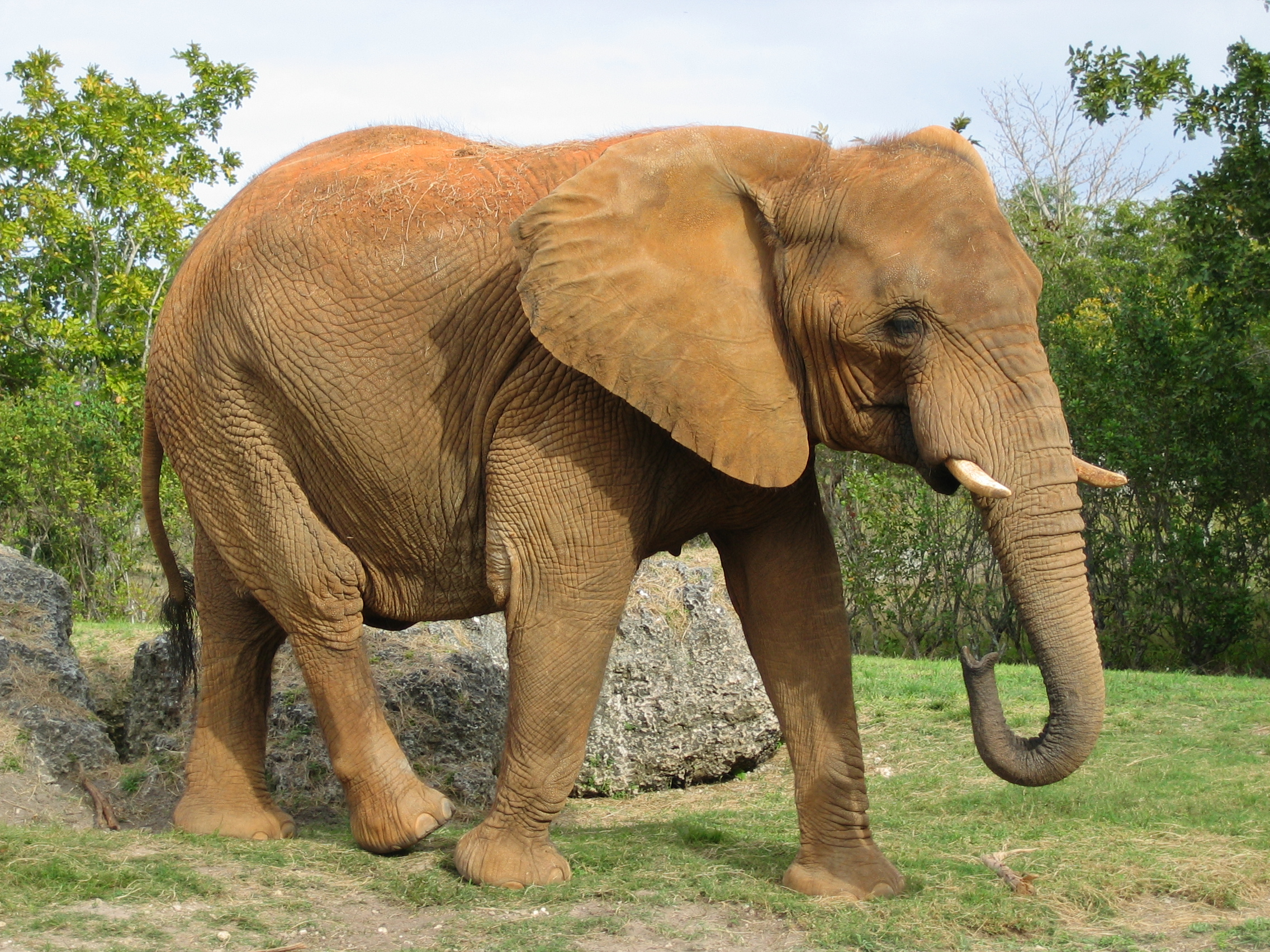
Hos elefanter varar dräktigheten mycket länge

I denna däggdjursgrupp finns de flesta arter. Ordet ”högre” betyder i detta sammanhang inte att de är framgångsrikare än andra däggdjur utan att de tillhör en nyare gren i släktträden. Även det andra svenska namnet för denna djurgrupp, placentadäggdjur, är missvisande då även några pungdjur har en enkel moderkaka.
Det viktigaste kännetecknet för denna djurgrupp är att deras befruktade ägg bildar ett skyddande cellskikt som kallas trophoblast. Pungdjurs embryon saknar detta skikt och måste därför lämna moderns kropp innan honans immunförsvar kommer igång. Placentan av högre däggdjur kännetecknas av en lurvig hud – Allantochorion. Denna hud hjälper mycket effektivt att försörja embryon med näring.
Hur länge dräktigheten varar och antalet nyfödda ungar beror på artens levnadssätt. Hos arter med ungar som kort efter födelsen kan gå eller simma (till exempel partåiga hovdjur och valar) varar dräktigheten lång tid och honan föder bara en eller två ungar. Hos arter vars ungar inte är fullt utvecklade (till exempel rovdjur och gnagare) varar dräktigheten kortare tid och honan föder flera ungar åt gången. Så varar dräktigheten hos några arter av hamstrar bara 16 dagar och hos den afrikanska elefanten upp till 25 månader. Här finns även undantag, som till exempel människan.

### Digivning

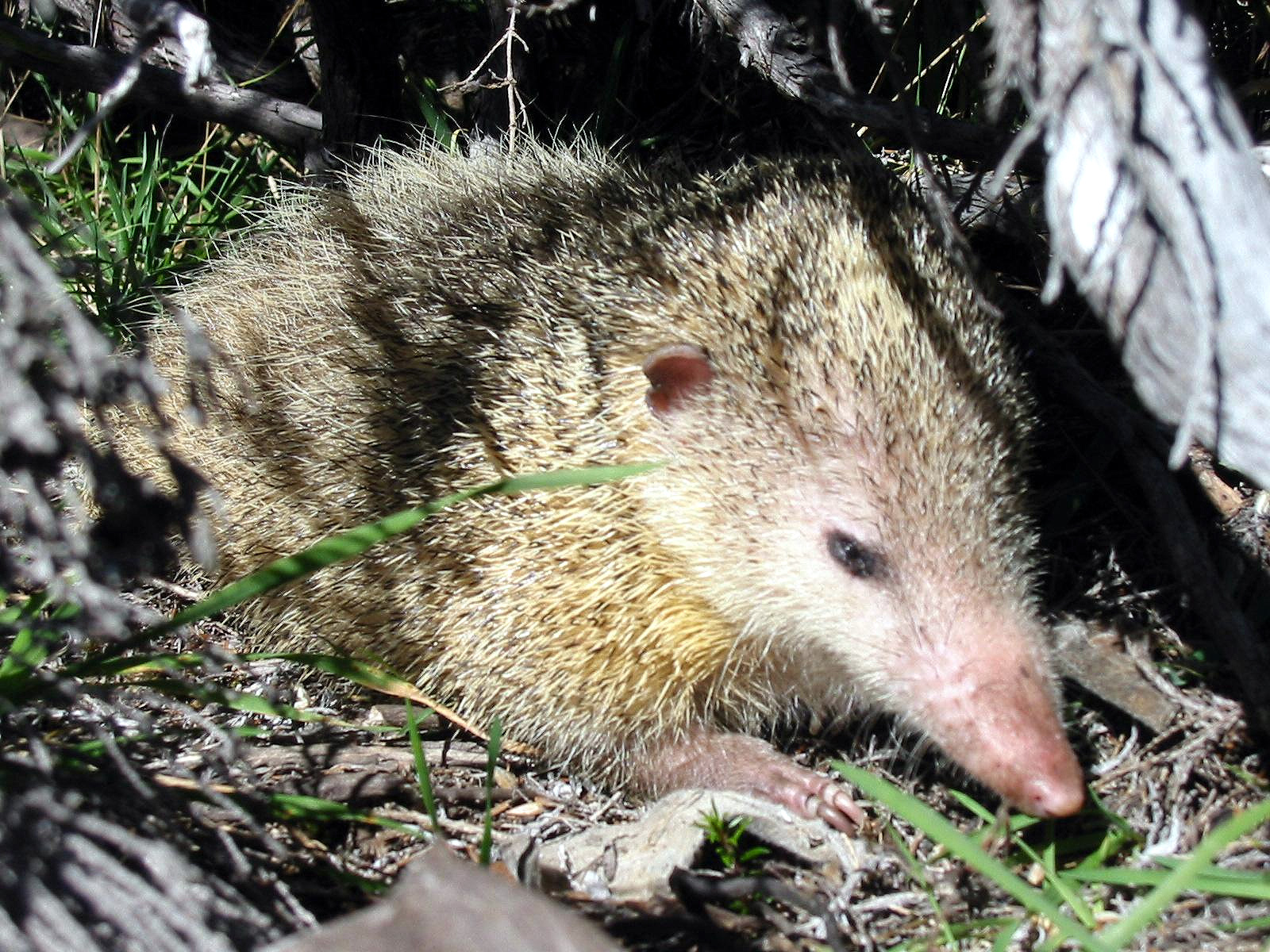
Vanlig tanrek kan föda upp till 32 ungar åt gången

Det kännetecken som har givit däggdjuren deras namn är att nyfödda ungar får näring i form av mjölk som produceras i honans mjölkkörtlar. Dessa körtlar består av ett antal avgränsade komplex, lober, och mjölken leds i kanaler till en vårtliknande utväxt som ibland kallas spene, eller hos människan bröstvårta. Ett undantag är kloakdjuren där ungarna slickar mjölken direkt från mjölkkörtelområdet eller från pälsen. Antalet bröstvårtor beror på antalet födda ungar. Hos människor och hästar finns till exempel bara två vårtor och hos arten vanlig tanrek (Tenrec ecaudatus) tjugofyra. Ungarna får di tills de har förmåga att ta upp fast näring.
Digivningen är mycket viktig för ungarna och för honan. Ungen får på ett enkelt sätt en fett- och näringsrik föda, så att den snabbt kan växa, men å andra sidan är ungen beroende av närheten till sin mor. Ammor, alltså honor som ger di åt ungar av andra honor, finns bara hos få arter, bland annat lejon. I de flesta fall resulterar digivningen även i en intensiv omvårdnad av ungarna och i starka relationer mellan ungar och modern. För honor betyder digivningen att de måste investera mycket tid och energi i ungarnas uppfostran.

## Systematik

### Evolution
Under 1900-talet var däggdjurens ursprung omstritt, men numera är de flesta zoologer övertygade om att alla däggdjur utvecklades från samma förfader. Denna anfader fanns i djurgruppen med det vetenskapliga namnet Cynodontia. De flesta medlemmar av Cynodontia föll offer för perm-trias-utdöendet där 70 procent av de landlevande ryggradsdjuren och många landlevande växter försvann från jorden. Den dominerande djurgruppen på jorden blev sedan härskarödlorna som senare utvecklades till dinosaurier, krokodiler, fåglar och andra djurgrupper. Efter en tid fanns av Cynodontia bara små nattaktiva arter kvar som främst hade insekter som föda.
Troligen var levnadssättet hos dessa insektsätare avgörande för utvecklingen till dagens däggdjur. Olikartade tänder uppkom redan hos therapsider men de blev nu ännu precisare så att övre käkens tänder motsvarade bättre undre käkens tänder. Dessutom utvecklades trekantiga knölar på molarernas topp. Det krävdes för att fånga små leddjur och bryta deras hårda kroppspansar. De nattaktiva djuren behövde en bättre värmeisolering för att hålla en jämn kroppstemperatur under den kalla natten. Lika viktiga var ett förbättrat luktsinne och en bra hörsel. För att förarbeta signalen från dessa sinnen ökade hjärnans volym, vilket i sin tur krävde mer energi. Å andra sidan minskade förmågan till färgseende och därför har flera av däggdjuren, till exempel flera lemurer, svårt att urskilja färger.
Övergången till de egentliga däggdjuren är inte helt utredd. Det beror främst på brist på fossil. Dessutom är forskarna oense vilket av de kända fossilen ska räknas som det första däggdjuret. Några kandidater uppvisar i konstruktionen av mellanörat, underkäken, leden mellan käkarna och av tänderna övergångsformer mellan kräldjur och däggdjur. Några zoologer sammanfattar dessa djur som har ett närmare samband med dagens däggdjur men som skiljer sig från dagens underklasser (Protheria och Theria) under namnet Mammaliaformes eller Proto-Mammalia. Mammaliaformes betraktas av dessa zoologer inte som däggdjur i strikt betydelse (sensu stricto). Andra forskare menar att Mammaliaformes kan räknas som däggdjur i vidare betydelse (sensu lato).

### Inre systematik
Det finns ungefär 5 500 arter av däggdjur, fördelade på cirka 1 200 släkten, 152 familjer och upp till 46 ordningar, lite beroende på vilket klassifikationssystem som används. Som en jämförelse kan nämnas att det finns cirka 10 000 kända fågelarter, uppdelade på cirka 30 ordningar.
Dessutom blev upp till 100 arter beskrivna som dog ut under de gångna 500 åren.
Släktskapet mellan de olika ordningarna har länge varit omstritt, men börjar närma sig konsensus.
Sannolikt ser däggdjurens stamträd ut som nedan:
|  | Afrotheria |
|  |            |
|  | Xenarthra  |
|  |            |

|  | Laurasiatheria   |
|  |                  |
|  | Euarchontoglires |
|  |                  |

|  | Afrotheria |
|  |            |
|  | Xenarthra  |
|  |            |

|  | Laurasiatheria   |
|  |                  |
|  | Euarchontoglires |
|  |                  |

|  | Afrotheria |
|  |            |
|  | Xenarthra  |
|  |            |

|  | Laurasiatheria   |
|  |                  |
|  | Euarchontoglires |
|  |                  |

|  | Afrotheria |
|  |            |
|  | Xenarthra  |
|  |            |

|  | Laurasiatheria   |
|  |                  |
|  | Euarchontoglires |
|  |                  |

|  | Afrotheria |
|  |            |
|  | Xenarthra  |
|  |            |

|  | Laurasiatheria   |
|  |                  |
|  | Euarchontoglires |
|  |                  |

|  | Afrotheria |
|  |            |
|  | Xenarthra  |
|  |            |

|  | Laurasiatheria   |
|  |                  |
|  | Euarchontoglires |
|  |                  |

|  | Afrotheria |
|  |            |
|  | Xenarthra  |
|  |            |

|  | Laurasiatheria   |
|  |                  |
|  | Euarchontoglires |
|  |                  |

|  | Afrotheria |
|  |            |
|  | Xenarthra  |
|  |            |

|  | Laurasiatheria   |
|  |                  |
|  | Euarchontoglires |
|  |                  |

|  | Afrotheria |
|  |            |
|  | Xenarthra  |
|  |            |

|  | Laurasiatheria   |
|  |                  |
|  | Euarchontoglires |
|  |                  |

|  | Afrotheria |
|  |            |
|  | Xenarthra  |
|  |            |

|  | Laurasiatheria   |
|  |                  |
|  | Euarchontoglires |
|  |                  |

|  | Afrotheria |
|  |            |
|  | Xenarthra  |
|  |            |

|  | Laurasiatheria   |
|  |                  |
|  | Euarchontoglires |
|  |                  |

|  | Afrotheria |
|  |            |
|  | Xenarthra  |
|  |            |

|  | Laurasiatheria   |
|  |                  |
|  | Euarchontoglires |
|  |                  |

|  | Afrotheria |
|  |            |
|  | Xenarthra  |
|  |            |

|  | Laurasiatheria   |
|  |                  |
|  | Euarchontoglires |
|  |                  |

|  | Afrotheria |
|  |            |
|  | Xenarthra  |
|  |            |

|  | Laurasiatheria   |
|  |                  |
|  | Euarchontoglires |
|  |                  |

|  | Afrotheria |
|  |            |
|  | Xenarthra  |
|  |            |

|  | Laurasiatheria   |
|  |                  |
|  | Euarchontoglires |
|  |                  |

|  | Afrotheria |
|  |            |
|  | Xenarthra  |
|  |            |

|  | Laurasiatheria   |
|  |                  |
|  | Euarchontoglires |
|  |                  |

### Kladogram för placentala däggdjur
Nedanstående kladogram är baserat på molekylära data. Molekylär fylogeni använder DNA-sekvenser för att konstruera ett släktskapsträd – ju större likheter, desto närmare släkt. Andra släktskapsträd (se t.ex. Cladogram of Mammalia - Palaeos) bygger mer på fossil och anatomiska egenskaper. Några skillnader mellan dessa två typer av släktskapsträd diskuteras nedan. 
Kladogrammet innehåller inga fossila grupper, eftersom DNA-data från dessa saknas. Det omfattar bara högre däggdjur, (Eutheria eller Placentalia, moderkaksdjur); pungdjur och kloakdjur är inte med. Några exempel på varje ordning anges; dessa är dock inte fullständiga.
|  | Macroscelidea (springnäbbmöss) |
|  |                                |
|  | Tubulidentata (jordsvin)       |
|  |                                |

|  | Hyracoidea (hyraxar)        |
|  |                             |
|  | Proboscidea (elefanter)     |
|  |                             |
|  | Sirenia (manater, dugonger) |
|  |                             |

|  | Macroscelidea (springnäbbmöss) |
|  |                                |
|  | Tubulidentata (jordsvin)       |
|  |                                |

|  | Hyracoidea (hyraxar)        |
|  |                             |
|  | Proboscidea (elefanter)     |
|  |                             |
|  | Sirenia (manater, dugonger) |
|  |                             |

|  | Macroscelidea (springnäbbmöss) |
|  |                                |
|  | Tubulidentata (jordsvin)       |
|  |                                |

|  | Hyracoidea (hyraxar)        |
|  |                             |
|  | Proboscidea (elefanter)     |
|  |                             |
|  | Sirenia (manater, dugonger) |
|  |                             |

|  | Macroscelidea (springnäbbmöss) |
|  |                                |
|  | Tubulidentata (jordsvin)       |
|  |                                |

|  | Hyracoidea (hyraxar)        |
|  |                             |
|  | Proboscidea (elefanter)     |
|  |                             |
|  | Sirenia (manater, dugonger) |
|  |                             |

|  | Macroscelidea (springnäbbmöss) |
|  |                                |
|  | Tubulidentata (jordsvin)       |
|  |                                |

|  | Hyracoidea (hyraxar)        |
|  |                             |
|  | Proboscidea (elefanter)     |
|  |                             |
|  | Sirenia (manater, dugonger) |
|  |                             |

|  | Macroscelidea (springnäbbmöss) |
|  |                                |
|  | Tubulidentata (jordsvin)       |
|  |                                |

|  | Hyracoidea (hyraxar)        |
|  |                             |
|  | Proboscidea (elefanter)     |
|  |                             |
|  | Sirenia (manater, dugonger) |
|  |                             |

|  | Macroscelidea (springnäbbmöss) |
|  |                                |
|  | Tubulidentata (jordsvin)       |
|  |                                |

|  | Hyracoidea (hyraxar)        |
|  |                             |
|  | Proboscidea (elefanter)     |
|  |                             |
|  | Sirenia (manater, dugonger) |
|  |                             |

|  | Macroscelidea (springnäbbmöss) |
|  |                                |
|  | Tubulidentata (jordsvin)       |
|  |                                |

|  | Hyracoidea (hyraxar)        |
|  |                             |
|  | Proboscidea (elefanter)     |
|  |                             |
|  | Sirenia (manater, dugonger) |
|  |                             |

|             | Erinaceomorpha (igelkottar, råttigelkottar) |
|             | |
|             | Soricomorpha (mullvadar, näbbmöss, snabelslidmöss) |
|             | |
|             | Cetartiodactyla (kameldjur, svindjur, idisslare, valar och flodhästar) |
|             | |
| Pegasoferae | \| \| Pholidota (myrkottar) \| \| \| \| \| \| Chiroptera (fladdermöss) \| \| \| \| \| \| Carnivora (kattdjur, hunddjur, björnar, sälar) \| \| \| \| \| \| Perissodactyla (hästar, noshörningar, tapirer). \| \| \| \| |
|             | \| \| Pholidota (myrkottar) \| \| \| \| \| \| Chiroptera (fladdermöss) \| \| \| \| \| \| Carnivora (kattdjur, hunddjur, björnar, sälar) \| \| \| \| \| \| Perissodactyla (hästar, noshörningar, tapirer). \| \| \| \| |
|             | Pholidota (myrkottar) |
|             | |
|             | Chiroptera (fladdermöss) |
|             | |
|             | Carnivora (kattdjur, hunddjur, björnar, sälar) |
|             | |
|             | Perissodactyla (hästar, noshörningar, tapirer). |
|             | |

|  | Pholidota (myrkottar)                           |
|  |                                                 |
|  | Chiroptera (fladdermöss)                        |
|  |                                                 |
|  | Carnivora (kattdjur, hunddjur, björnar, sälar)  |
|  |                                                 |
|  | Perissodactyla (hästar, noshörningar, tapirer). |
|  |                                                 |

|  | Lagomorpha (harar och kaniner, pipharar)       |
|  |                                                |
|  | Rodentia (möss, råttor, ekorrar, jordpiggsvin) |
|  |                                                |

|  | Scandentia (spetsekorrar)                                       |
|  |                                                                 |
|  | Dermoptera (pälsfladdrare)                                      |
|  |                                                                 |
|  | Primates (spökdjur, lemurer, apor, människoapor inkl. människa) |
|  |                                                                 |

|  | Lagomorpha (harar och kaniner, pipharar)       |
|  |                                                |
|  | Rodentia (möss, råttor, ekorrar, jordpiggsvin) |
|  |                                                |

|  | Scandentia (spetsekorrar)                                       |
|  |                                                                 |
|  | Dermoptera (pälsfladdrare)                                      |
|  |                                                                 |
|  | Primates (spökdjur, lemurer, apor, människoapor inkl. människa) |
|  |                                                                 |

|             | Erinaceomorpha (igelkottar, råttigelkottar) |
|             | |
|             | Soricomorpha (mullvadar, näbbmöss, snabelslidmöss) |
|             | |
|             | Cetartiodactyla (kameldjur, svindjur, idisslare, valar och flodhästar) |
|             | |
| Pegasoferae | \| \| Pholidota (myrkottar) \| \| \| \| \| \| Chiroptera (fladdermöss) \| \| \| \| \| \| Carnivora (kattdjur, hunddjur, björnar, sälar) \| \| \| \| \| \| Perissodactyla (hästar, noshörningar, tapirer). \| \| \| \| |
|             | \| \| Pholidota (myrkottar) \| \| \| \| \| \| Chiroptera (fladdermöss) \| \| \| \| \| \| Carnivora (kattdjur, hunddjur, björnar, sälar) \| \| \| \| \| \| Perissodactyla (hästar, noshörningar, tapirer). \| \| \| \| |
|             | Pholidota (myrkottar) |
|             | |
|             | Chiroptera (fladdermöss) |
|             | |
|             | Carnivora (kattdjur, hunddjur, björnar, sälar) |
|             | |
|             | Perissodactyla (hästar, noshörningar, tapirer). |
|             | |

|  | Pholidota (myrkottar)                           |
|  |                                                 |
|  | Chiroptera (fladdermöss)                        |
|  |                                                 |
|  | Carnivora (kattdjur, hunddjur, björnar, sälar)  |
|  |                                                 |
|  | Perissodactyla (hästar, noshörningar, tapirer). |
|  |                                                 |

|  | Lagomorpha (harar och kaniner, pipharar)       |
|  |                                                |
|  | Rodentia (möss, råttor, ekorrar, jordpiggsvin) |
|  |                                                |

|  | Scandentia (spetsekorrar)                                       |
|  |                                                                 |
|  | Dermoptera (pälsfladdrare)                                      |
|  |                                                                 |
|  | Primates (spökdjur, lemurer, apor, människoapor inkl. människa) |
|  |                                                                 |

|  | Lagomorpha (harar och kaniner, pipharar)       |
|  |                                                |
|  | Rodentia (möss, råttor, ekorrar, jordpiggsvin) |
|  |                                                |

|  | Scandentia (spetsekorrar)                                       |
|  |                                                                 |
|  | Dermoptera (pälsfladdrare)                                      |
|  |                                                                 |
|  | Primates (spökdjur, lemurer, apor, människoapor inkl. människa) |
|  |                                                                 |

|  | Macroscelidea (springnäbbmöss) |
|  |                                |
|  | Tubulidentata (jordsvin)       |
|  |                                |

|  | Hyracoidea (hyraxar)        |
|  |                             |
|  | Proboscidea (elefanter)     |
|  |                             |
|  | Sirenia (manater, dugonger) |
|  |                             |

|  | Macroscelidea (springnäbbmöss) |
|  |                                |
|  | Tubulidentata (jordsvin)       |
|  |                                |

|  | Hyracoidea (hyraxar)        |
|  |                             |
|  | Proboscidea (elefanter)     |
|  |                             |
|  | Sirenia (manater, dugonger) |
|  |                             |

|  | Macroscelidea (springnäbbmöss) |
|  |                                |
|  | Tubulidentata (jordsvin)       |
|  |                                |

|  | Hyracoidea (hyraxar)        |
|  |                             |
|  | Proboscidea (elefanter)     |
|  |                             |
|  | Sirenia (manater, dugonger) |
|  |                             |

|  | Macroscelidea (springnäbbmöss) |
|  |                                |
|  | Tubulidentata (jordsvin)       |
|  |                                |

|  | Hyracoidea (hyraxar)        |
|  |                             |
|  | Proboscidea (elefanter)     |
|  |                             |
|  | Sirenia (manater, dugonger) |
|  |                             |

|  | Macroscelidea (springnäbbmöss) |
|  |                                |
|  | Tubulidentata (jordsvin)       |
|  |                                |

|  | Hyracoidea (hyraxar)        |
|  |                             |
|  | Proboscidea (elefanter)     |
|  |                             |
|  | Sirenia (manater, dugonger) |
|  |                             |

|  | Macroscelidea (springnäbbmöss) |
|  |                                |
|  | Tubulidentata (jordsvin)       |
|  |                                |

|  | Hyracoidea (hyraxar)        |
|  |                             |
|  | Proboscidea (elefanter)     |
|  |                             |
|  | Sirenia (manater, dugonger) |
|  |                             |

|  | Macroscelidea (springnäbbmöss) |
|  |                                |
|  | Tubulidentata (jordsvin)       |
|  |                                |

|  | Hyracoidea (hyraxar)        |
|  |                             |
|  | Proboscidea (elefanter)     |
|  |                             |
|  | Sirenia (manater, dugonger) |
|  |                             |

|  | Macroscelidea (springnäbbmöss) |
|  |                                |
|  | Tubulidentata (jordsvin)       |
|  |                                |

|  | Hyracoidea (hyraxar)        |
|  |                             |
|  | Proboscidea (elefanter)     |
|  |                             |
|  | Sirenia (manater, dugonger) |
|  |                             |

|             | Erinaceomorpha (igelkottar, råttigelkottar) |
|             | |
|             | Soricomorpha (mullvadar, näbbmöss, snabelslidmöss) |
|             | |
|             | Cetartiodactyla (kameldjur, svindjur, idisslare, valar och flodhästar) |
|             | |
| Pegasoferae | \| \| Pholidota (myrkottar) \| \| \| \| \| \| Chiroptera (fladdermöss) \| \| \| \| \| \| Carnivora (kattdjur, hunddjur, björnar, sälar) \| \| \| \| \| \| Perissodactyla (hästar, noshörningar, tapirer). \| \| \| \| |
|             | \| \| Pholidota (myrkottar) \| \| \| \| \| \| Chiroptera (fladdermöss) \| \| \| \| \| \| Carnivora (kattdjur, hunddjur, björnar, sälar) \| \| \| \| \| \| Perissodactyla (hästar, noshörningar, tapirer). \| \| \| \| |
|             | Pholidota (myrkottar) |
|             | |
|             | Chiroptera (fladdermöss) |
|             | |
|             | Carnivora (kattdjur, hunddjur, björnar, sälar) |
|             | |
|             | Perissodactyla (hästar, noshörningar, tapirer). |
|             | |

|  | Pholidota (myrkottar)                           |
|  |                                                 |
|  | Chiroptera (fladdermöss)                        |
|  |                                                 |
|  | Carnivora (kattdjur, hunddjur, björnar, sälar)  |
|  |                                                 |
|  | Perissodactyla (hästar, noshörningar, tapirer). |
|  |                                                 |

|  | Lagomorpha (harar och kaniner, pipharar)       |
|  |                                                |
|  | Rodentia (möss, råttor, ekorrar, jordpiggsvin) |
|  |                                                |

|  | Scandentia (spetsekorrar)                                       |
|  |                                                                 |
|  | Dermoptera (pälsfladdrare)                                      |
|  |                                                                 |
|  | Primates (spökdjur, lemurer, apor, människoapor inkl. människa) |
|  |                                                                 |

|  | Lagomorpha (harar och kaniner, pipharar)       |
|  |                                                |
|  | Rodentia (möss, råttor, ekorrar, jordpiggsvin) |
|  |                                                |

|  | Scandentia (spetsekorrar)                                       |
|  |                                                                 |
|  | Dermoptera (pälsfladdrare)                                      |
|  |                                                                 |
|  | Primates (spökdjur, lemurer, apor, människoapor inkl. människa) |
|  |                                                                 |

|             | Erinaceomorpha (igelkottar, råttigelkottar) |
|             | |
|             | Soricomorpha (mullvadar, näbbmöss, snabelslidmöss) |
|             | |
|             | Cetartiodactyla (kameldjur, svindjur, idisslare, valar och flodhästar) |
|             | |
| Pegasoferae | \| \| Pholidota (myrkottar) \| \| \| \| \| \| Chiroptera (fladdermöss) \| \| \| \| \| \| Carnivora (kattdjur, hunddjur, björnar, sälar) \| \| \| \| \| \| Perissodactyla (hästar, noshörningar, tapirer). \| \| \| \| |
|             | \| \| Pholidota (myrkottar) \| \| \| \| \| \| Chiroptera (fladdermöss) \| \| \| \| \| \| Carnivora (kattdjur, hunddjur, björnar, sälar) \| \| \| \| \| \| Perissodactyla (hästar, noshörningar, tapirer). \| \| \| \| |
|             | Pholidota (myrkottar) |
|             | |
|             | Chiroptera (fladdermöss) |
|             | |
|             | Carnivora (kattdjur, hunddjur, björnar, sälar) |
|             | |
|             | Perissodactyla (hästar, noshörningar, tapirer). |
|             | |

|  | Pholidota (myrkottar)                           |
|  |                                                 |
|  | Chiroptera (fladdermöss)                        |
|  |                                                 |
|  | Carnivora (kattdjur, hunddjur, björnar, sälar)  |
|  |                                                 |
|  | Perissodactyla (hästar, noshörningar, tapirer). |
|  |                                                 |

|  | Lagomorpha (harar och kaniner, pipharar)       |
|  |                                                |
|  | Rodentia (möss, råttor, ekorrar, jordpiggsvin) |
|  |                                                |

|  | Scandentia (spetsekorrar)                                       |
|  |                                                                 |
|  | Dermoptera (pälsfladdrare)                                      |
|  |                                                                 |
|  | Primates (spökdjur, lemurer, apor, människoapor inkl. människa) |
|  |                                                                 |

|  | Lagomorpha (harar och kaniner, pipharar)       |
|  |                                                |
|  | Rodentia (möss, råttor, ekorrar, jordpiggsvin) |
|  |                                                |

|  | Scandentia (spetsekorrar)                                       |
|  |                                                                 |
|  | Dermoptera (pälsfladdrare)                                      |
|  |                                                                 |
|  | Primates (spökdjur, lemurer, apor, människoapor inkl. människa) |
|  |                                                                 |

Etymologi för några av kladernas namn: Atlantogenata: ’födda runt Atlanten’, Paenungulata: ’nästan hovdjur’, Boreoeutheria: ’nordliga bra (d.v.s. placentala) däggdjur’.
Följande är några av de viktigaste skillnaderna mellan detta kladogram och de fossilbaserade släktskapsträd som paleontologer ofta använder:
- Den första delningen ovan är mellan Atlantogenata och Boreoeutheria, i stället för mellan Xenarthra och resten, som i fossilbaserade träd. Emellertid visar nyare analyser (baserade på insertioner av transposabla element) en tredelning mellan Xenarthra, Afrotheria och Boreoeutheria.[47][48]. Kladen Atlantogenata får inte stöd i de senaste molekylära analyserna.[49]
- Afrotheria innehåller flera grupper som endast är avlägset släkt enligt paleontologiskt synsätt: Afroinsectiphilia (’afrikanska insektsätare’), Tubulidentata (jordsvin, vilka paleontologer brukar betrakta som mera närstående till uddatåiga hovdjur) och Macroscelida (snabelslidmöss, som ofta anses närstående till gnagare och hardjur). De enda medlemmar av Afrotheria som paleontologen skulle erkänna som närbesläktade är Hyracoidea (hyraxar), Proboscidea (elefanter) och Sirenia (manater och dugonger).
- Insektsätare (Insectivora) är splittrad i tre grupper, varav en ingår i Afrotheria och de andra två i Boreoeutheria.
- Fladdermöss (Chiroptera) är mer närstående till rovdjur (Carnivora) och uddatåiga hovdjur än till primater och pälsfladdrare.
- Uddatåiga hovdjur (Perissodactyla) är mer närstående till rovdjur (Carnivora) än till partåiga hovdjur (Artiodactyla).

Att grupperna i Afrotheria har samband har ett visst geologiskt stöd. Alla nu levande medlemmar av Afrotheria kommer från sydamerikanska eller (huvudsakligen) från afrikanska utvecklingslinjer - t.o.m. den indiska elefanten som skilde sig från de afrikanska elefanterna för 7,6 miljoner år sedan. När Pangea bröts upp skildes Afrika och Sydamerika från de andra kontinenterna för högst 150 miljoner år sedan, och från varandra för mellan 100 och 80 miljoner år sedan. Det är alltså inte förvånande om de tidigaste eutherierna i Afrika och Sydamerika blev isolerade och radierade för att fylla alla ekologiska nischer där.
Paleontologer anser oftast att fossila data bör väga tyngre än slutsatser från DNA från moderna djur. Men även molekylära fylogenetiker har kritiserat dessa nya släktskapsträd. Kritik som har framförts är t.ex. följande:
- Mitokondrie-DNA har en mutationsfrekvens hos däggdjur som varierar mellan olika delar av mitokondriegenomet - vissa delar ändras nästan aldrig och andra delar ändras mycket snabbt, och skiljer sig t.o.m. mellan olika individer av samma art.[54][55]
- Mitokondrie-DNA muterar så snabbt att det orsakar s.k. mättnad, där all information försvinner. Om en viss del av mitokondrie-DNA ändras slumpmässigt med några miljoner års mellanrum kommer den att ha ändrats flera gånger på de 60–75 miljoner år som gått sedan de större grupperna av placentala däggdjur skildes åt.[56]

### Undergrupper
Modern taxonomi, baserad på genetik, indelar däggdjuren i följande undergrupper:
- Klass Däggdjur (Mammalia)
  - Prototheria
    - Ordning Kloakdjur (Monotremata)

  - Theriiformes
    - Allotheria (utdöd)
      - Ordning Multituberculata (utdöd)

    - Underklass Theria
      - Infraklass Pungdjur (Marsupialia)
        - Ordning Didelphimorphia (pungråttor med opossum)
        - Ordning Paucituberculata (näbbmuspungdjur)
        - Ordning Microbiotheria (chiloépungråttor)
        - Ordning Dasyuromorphia (rovlevande pungdjur med tasmansk djävul)
        - Ordning Peramelemorphia (grävlingpungdjur)
        - Ordning Notoryctemorphia (pungmullvadar)
        - Ordning Diprotodontia (fåframtandade pungdjur: koala, wombat, känguru, klätterpungdjur, wallaby)

      - Infraklass Högre däggdjur (Eutheria eller Placentalia) har en moderkaka, vilken på latin kallas placenta.
        - Överordning Trögdjur (Xenarthra)
          - Ordning Håriga trögdjur (Pilosa)
          - Ordning Pansrade trögdjur (Cingulata)

        - Överordning Euarchontoglires
          - Ordning Pälsfladdrare, (Dermoptera)
          - Ordning Primater (Primates)
          - Ordning Spetsekorrar (Scandentia)
          - Ordning Gnagare (Rodentia)
          - Ordning Hardjur (Lagomorpha)

        - Överordning Laurasiatheria
          - Ordning Myrkottar (Pholidota)
          - Ordning Fladdermöss (Chiroptera)
          - Ordning Äkta insektsätare (Eulipotyphla, ibland uppdelad i Erinaceomorpha och Soricomorpha)
          - Ordning † Creodonta
          - Ordning Rovdjur (Carnivora)
          - Ordning † Condylarthra
          - Ordning Cetartiodactyla (innehåller numera Partåiga hovdjur (Artiodactyla) och Valar (Cetacea), vilka tidigare räknades som egna ordningar)
          - Ordning Uddatåiga hovdjur (Perissodactyla)

        - Överordning Afrotheria
          - Ordning Afrosoricida
          - Ordning Springnäbbmöss (Macroscelidea)
          - Ordning Jordsvin (Tubulidentata)
          - Ordning Hyraxar (Hyracoidea)
          - Ordning Elefantdjur (Proboscidea)
          - Ordning † Embrythopoda
          - Ordning † Desmostylia
          - Ordning Sirendjur (Sirenia)

DNA-studier visar att däggdjuren är äldre än vad man förut trott. De beräknas numera ha utvecklats redan för 220 miljoner år sedan. Se även däggdjursliknande reptiler.